# Maanselkä
Le Maanselkä est un ensemble de moraines s'étendant sur 750 km de long et 75 km de large en Carélie et en Laponie, dans le nord de la Finlande et l'extrême nord-ouest de la Russie.

## Géographie
Le Maanselkä fait environ 300 mètres de haut, avec des pics à 400 mètres, et il s’aplatit vers le sud à 200 mètres avec des pics de plus de 600 mètres de haut comme le Sorsatunturi (628 m), le Sokuski (714 m), le Nuorunen (576 m), le Mäntytunturi (550 m) et le Korvatunturi (486 m).
Il sépare les eaux s'écoutant vers la mer Baltique de celles s'écoutant vers l'océan Arctique.